# Grammatica universale
La grammatica universale è una teoria linguistica che postula che i principi della grammatica siano condivisi da tutte le lingue, e siano innati per tutti gli esseri umani. Questa ipotesi, alla base della grammatica generativa di Noam Chomsky, nasce per descrivere l'acquisizione del linguaggio e per rispondere al cosiddetto argomento della povertà dello stimolo, ovvero: come può il bambino imparare così bene la sua lingua madre e in così poco tempo?
La teoria della grammatica universale non vuole descrivere specificamente una lingua o l'altra, né postulare che "tutte le lingue hanno la stessa grammatica", ma si propone di individuare una serie di regole innate che spiegherebbero come i bambini acquisiscono le lingue, e come imparano a costruire frasi grammaticalmente valide.
Riprendendo quello che era lo scopo della tipologia linguistica, gli studiosi di Grammatica generativa ricercano i cosiddetti universali linguistici che dovrebbero formare la Grammatica Universale. L'idea era già presente nelle osservazioni di Bacone e dei grammatici speculativi che postulavano regole universali alla base di tutte le grammatiche, e la stessa idea era alla base di molte teorie filosofiche del XVII secolo.

## Grammatica e cervello
Evidenze recenti suggeriscono che alcune porzioni del cervello umano (che coinvolgono in modo cruciale l'Area di Broca, una porzione del giro frontale inferiore sinistro), sono selettivamente attivate nell'apprendimento di linguaggi che presentano i requisiti della Grammatica Universale, mentre non si attivano quando si manipola artificialmente la grammatica delle lingue. Queste evidenze hanno messo in luce il nesso imprescindibile tra biologia e norme del linguaggio.

## Grammatica e genetica
FOXP2 è un gene coinvolto nella regolazione dello sviluppo ed espresso nel sistema nervoso centrale coinvolto direttamente nella abilità linguistica e nella capacità di applicare le regole grammaticali. Mutazioni al gene FOXP2 sono ereditabili e sebbene siano state talvolta associate alla incapacità di applicare le regole grammaticali in individui (spesso imparentati) dalla intelligenza normale risulta che possano solo essere messe in correlazione con disturbi periferici dell'eloquio. Il gene FOXP2 non sembra quindi essere coinvolto affatto nei processi di tipo grammaticale.

## Teoria di Chomsky
Il linguista Noam Chomsky ha argomentato che il cervello umano contiene un insieme limitato di regole per organizzare il linguaggio. D'altra parte, c'è una teoria che prevede una struttura basilare comune a tutti i linguaggi. Questo insieme di regole è conosciuto come grammatica universale.
Chi parla fluentemente una lingua sa quali espressioni sono accettabili nella propria lingua e quali espressioni sono inaccettabili. L'enigma chiave è capire come chi parla riesce a comprendere le restrizioni del proprio linguaggio, dal momento che le espressioni che violano tali restrizioni non vengono percepite durante l'apprendimento, né vengono indicate come tali. Questa mancanza di prove negative—ovvero, l'assenza di prove che un'espressione appartenga alla classe di frasi grammaticalmente scorrette nel proprio linguaggio—è il nucleo della tesi sulla povertà dello stimolo. Ad esempio, in Italiano, non si può associare l'aggettivo "qualche" ad un sostantivo plurale (1):
(1) *Ho ricevuto qualche lettere
Tali espressioni non vengono proposte a chi apprende la lingua, in quanto esse sono, per ipotesi, grammaticalmente scorrette per chi parla il linguaggio. Chi parla il linguaggio non considera l'uso di tali espressioni e le reputa non idonee ad essere presentate a chi deve imparare la lingua. La grammatica universale offre una soluzione al problema della povertà dello stimolo ponendo alcune restrizioni come caratteristiche universali del linguaggio umano. Chi impara un linguaggio, in questo modo, non potrà generalizzare le regole in modo illecito.
La presenza di lingue creole è citata come un ulteriore supporto di questa teoria. Queste lingue vennero sviluppate e formate con l'unione di diverse società, tramite la condivisione di differenti sistemi di linguaggio. Originariamente, queste lingue costituirono dei pidgin e più tardi divennero lingue più mature, con conseguente sviluppo di un sistema di regole grammaticali e la comparsa di individui madrelingua.
L'idea di una grammatica universale è supportata dalle lingue creole nella misura in cui tali lingue condividono alcune caratteristiche. Ognuna di tali lingue, sintatticamente, usa participi per formare il futuro, forme al passato, e negazioni multiple per negare. Un'altra similitudine è che può essere sufficiente cambiare l'inflessione di una frase per creare delle interrogative dirette, senza modificare la costruzione della frase.
Gli argomenti principali che Chomsky porta a sostegno della natura essenzialmente biologica del linguaggio sono i seguenti: il linguaggio è una facoltà specie-specifica dell'uomo: non è data la conoscenza di nessun altro animale in possesso di una simile caratteristica. Come tale, lo studio della facoltà del linguaggio (FL) non può fare affidamento sullo studio di altre forme di comunicazione in specie diverse. Nel cervello umano esiste una sorta di ‘architettura interna’ che sottostà alla produzione del linguaggio. In tutte le lingue fino ad ora esaminate esistono strutture sintattiche riconducibili a procedure simili di costruzione grammaticale. Accanto ad una facoltà del linguaggio in senso esteso (FLB) che include, fra gli altri, i sistemi senso-motorio e concettuale-intenzionale il solo cervello umano è dotato di una facoltà del linguaggio in senso stretto (FLN), una sorta di kernel di FL, dotata della capacità di ‘processare’ il linguaggio secondo caratteristiche di ricorsività e infinità discreta.
Il linguaggio è caratterizzato da processi fondamentali di funzionamento che non possono essere appresi; tali processi – la grammatica universale – fanno parte del bagaglio genetico del cervello umano, e consentono l'apprendimento di una lingua.
La facoltà del linguaggio si caratterizza come una sorta di ‘modulo’ cerebrale privilegiato per quanto concerne l'apprendimento del linguaggio: in questo senso FL è un vero e proprio ‘organo’ del corpo umano.

## Critiche
Alcuni linguisti si oppongono alla teoria della grammatica universale; essa è totalmente rigettata da Geoffrey Sampson, il quale presuppone che è possibile per i bambini imparare un linguaggio senza essere cresciuti nello specifico contesto grammaticale. Sampson reputa che le teorie sulla grammatica universale non siano refutabili in quanto le generalizzazioni grammaticali poste come basi sono semplici speculazioni sulle lingue esistenti, e non valutazioni predittive sulle possibilità di una lingua.
Alcuni percepiscono come infondate le assunzioni alla base della grammatica universale. Un altro modo di aggirare la tesi della povertà dello stimolo è considerare che chi apprende un linguaggio può ipotizzare da solo le restrizioni grammaticali notando l'assenza di una certa classe di espressioni. Questa soluzione è intimamente collegata all'inferenza bayesiana. Elman e coautori reputano che l'impossibilità di imparare un linguaggio presupposta dalla grammatica universale è un modello troppo rigido, basato sui "casi peggiori".
Michael Tomasello porta al dibattito il suo punto di vista da psicologo dello sviluppo. L'elevato numero di linguaggi parlati, i quali ammontano a più di 7000 secondo Ethnologue, implica anche una notevole diversità grammaticale, che escluderebbe la presenza di un'unica grammatica ereditata geneticamente da tutta la razza umana. Inoltre, degli autori affermano che alcune scimmie siano capaci di organizzare frasi di alcune parole in ASL, una forma di linguaggio gestuale - ma la questione è controversa dipendendo in larga parte dalla generosità degli addestratori nel riconoscere determinati gesti delle scimmie in questione come comportamento verbale. Mancano invece totalmente della capacità di raggiungere obiettivi comuni, che è una peculiarità della sola specie Homo. La teoria funzionale supportata da Tomasello, spiega la nascita del linguaggio con una predisposizione genetica nella collaborazione e nel creare un'intenzionalità condivisa, affinata da processi educativi.
La lingua pirahã è ritenuta dal linguista Daniel Everett un'eccezione che conferma la regola perché non segue i canoni della Grammatica Universale. Questa lingua non rispetta tutti gli elementi che provano l'identificazione, comprese le costruzioni infinitive, i quantificativi e i colori. Tuttavia c'è chi sostiene che tali proprietà siano state sottovalutate e che la lingua dei pirahã andrebbe fatta rientrare nelle concezioni più recenti della grammatica universale. Mentre la maggior parte delle lingue studiate con questo approccio sembra condividere norme comuni di base, la ricerca continua ad essere ostacolata da notevoli pregiudizi di campionamento. Linguisticamente si differenziano ancora di più le zone tropicali dell'Africa e dell'America, così le lingue indigene australiane e le lingue papuasiche ancora non sufficientemente studiate. Inoltre, la morte linguistica ha colpito maggiormente quelle zone dove sono stati trovati la maggior parte degli esempi con più lingue non convenzionali.
.